# جون رومان
جون رومان (بالإنجليزية: John Roman) هو لاعب كرة قدم أمريكية أمريكي، ولد في 31 أغسطس 1952 في فينتنور في الولايات المتحدة.

## وصلات خارجية
- جون رومان على موقع مرجع كرة القدم المحترفة.كوم (الإنجليزية)